# Henrik spanyol infáns
Henrik (spanyolul: Enrique; Sevilla, Spanyolország, 1823. április 17. – Madrid, Spanyolország, 1870. március 12.), Sevilla hercege, Spanyolország infánsa, II. Izabella spanyol királynő sógora, magasrangú szabadkőműves és a Nemzetközi Munkásszövetség tagja, aki hazájában közismert volt progresszív és forradalmi eszméiről. 1870-ben, a Montpensier hercegével való párbaj során vesztette életét.

## Életrajza

### Származása, családja
Az infáns 1823. április 17-én született, teljes neve Henrik Mária Ferdinánd Károly Ferenc Lajos, spanyolul: Enrique María Fernando Carlos Francisco Luis volt. Ő volt Ferenc de Paula infáns és Szicíliai Lujza Sarolta hercegnő negyedik gyermeke, egyben harmadik fia. Születésekor nővére, Izabella Ferdinanda közel két, míg fivére, Ferenc de Asís egy esztendős volt. Legidősebb testvérét, az elsőszülött fiút nem ismerhette, mivel a gyermek tíz hónapos korában elhunyt. Szüleinek Henrik után további hét gyermeke született még.
Spanyolországban, az andalúziai Sevillában látta meg a napvilágot. IV. Károly spanyol király unokájaként megillette a Spanyolország infánsa titulus, majd nagybátyja, VII. Ferdinánd király a Sevilla hercege, spanyolul: Duque de Sevilla címet adományozta a számára. Keresztszülei anyai nagynénje, Mária Karolina, Berry hercegnéje és fia, Henri d’Artois – akiről az ifjú infáns a nevét is kapta – lettek.

### Ifjúkora
1833 szeptemberében elhunyt nagybátyja, a király. Mivel VII. Ferdinándnak nem születtek fiai, így trónját legidősebb leánya, az akkor mindössze két éves Izabella örökölte. A kiskorú királynő mellett édesanyja, Henrik anyai nagynénje, Szicíliai Mária Krisztina királyné uralkodott mint régens. Az ifjú Izabella királynő Henrik kettős-unokatestvére volt, mivel mind atyai, mind anyai oldalról első-unokatestvérek voltak.
A régens királyné 1833 decemberében, két hónappal férje, a király halála után morganatikus házasságot kötött Agustín Fernando Muñoz y Sánchezzel. A rangon aluli házasság sokakban nemtetszést váltott ki, köztük Henrik édesanyjában, Lujza Saroltában is, aki a királyné testvére volt. A nővérek közti viszony oly annyira megromlott, hogy Lujza Saroltát családjával együtt száműzték az országból. Franciaországban, Párizsban telepedtek le, ahol Henrik másik nagynénje, Szicíliai Mária Amália volt az ország királynéja.
Henrik és testvérei így a Francia Királyságban nőttek fel, tanulmányaikat is itt végezték. Itt találkozott először unokatestérével, Antoine d’Orléans, Montpensier hercegével, akivel későbbi rivalizálásuk tragédiába torkollott. Henrik 1840-ben Belgiumban tartózkodott, másik unokatestvére, Lujza Mária királyné udvarában, amikor értesült a hírről, hogy nagynénjét, a régens Mária Krisztinát és férjét száműzték Spanyolországból. Így nem sokkal ezt követően Henrik családjával együtt visszatérhetett hazájába.